# Luxembourgske franc
Luxembourg franc var valutaen i Storhertugdømmet Luxembourg i perioden mellem 1854 og 2002 (med undtagelse af perioden 1941-1944). I Luxembourg franc var opdelt i 100 cent.
Møntenheden blev erstattet af euro den 1. januar 2002.